# Josianne Fleming-Artsen
Josianne Fleming-Artsen (sinh năm 1949)  là một nhà giáo dục và chính trị gia, từng giữ chức Bộ trưởng Toàn quyền của Sint Maarten từ 2014 đến 2015  và Thứ trưởng Toàn quyền của Sint Maarten từ 2013 đến 2014. Bà từng là chủ tịch của Đại học St. Martin từ năm 1999 đến năm 2010 